# Salindrenque

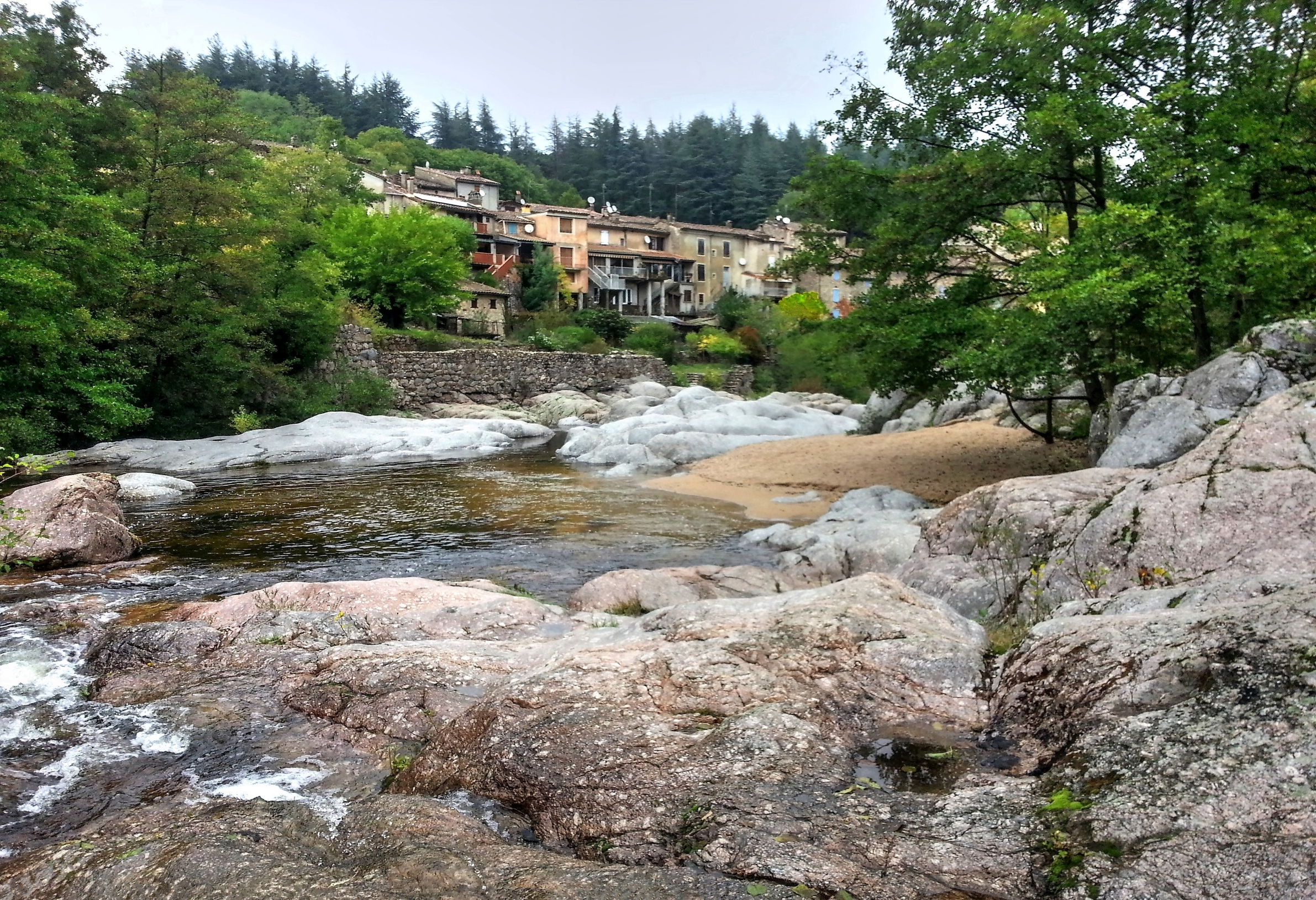
La Salindrenque à Lasalle.

La Salindrenque est une rivière du département du Gard en région Occitanie, affluent du Gardon de Saint-Jean, sous-affluent du Rhône par le Gardon.

## Géographie
Sa longueur est de 23,1 km.

## Parcours
Née sur la commune de Soudorgues, à 1 100 m d'altitude, la Salindrenque traverse Lasalle et Saint-Bonnet-de-Salendrinque puis rejoint le Gardon de Saint-Jean à Thoiras, à 150 m d'altitude. Elle s'écoule en partie dans le parc national des Cévennes.